# Parcani, Soroca
Parcani este satul de reședință al comunei cu același nume  din raionul Soroca, Republica Moldova.

## Demografie

### Structura etnică
Structura etnică a satului conform recensământului populației din 2004:
| Grup etnic         | Populație | % Procentaj |
| ------------------ | --------- | ----------- |
| Moldoveni / Români | 960       | 98,06%      |
| Ucraineni          | 6         | 0,61%       |
| Ruși               | 3         | 0,31%       |
| Țigani             | 2         | 0,2%        |
| Bulgari            | 1         | 0,1%        |
| Alții              | 7         | 0,72%       |
| Total              | 979       | 100%        |